# Ekaterine Levandis Stanković
Ekaterine Levandis-Stanković iz Volosa (1890 — 1973) bila je Grkinja koja se smatra ambasadorkom grčke i srpske kulture i istorijskog nasleđa. Ekaterine , iz milošte zvana Katina, osnovala je Grčko vojničko groblje na Metiljavici u Pirotu.
Kao mlada osamnaestogodišnja članica Crvenog krsta Grčke Ekaterina je sa ostalim dobrovoljcima imala zadatak da sačeka francuske brodove sa srpskim vojnicima koji su pristizali iz Valone. Nakon albanske golgote, srpski vojnici su se iskrcali u grčku luku Volos. Bio je to prvi susret sa Srbima, srpskim jezikom i srpskim običajima. Poznanstvo sa suprugom lekara Stevčića i drugih Piroćanaca preraslo je u porodično druženje. Dopala se mladom Piroćancu, liferantu srpske vojske, Petru Stankoviću.
Sa oslobođenjem Srbije Petar se vratio u rodni kraj i poveo svoje najmilije sa sobom, suprugu Ekaterinu i sina Nikolu, rođenog u Volosu. Petar Stanković bio ponosan na svoju Albansku spomenicu, a Ekaterinu su krasila odlikovanja grčke i jugoslovenske vlade. U Pirotu, gradu poznatom po ćilimovima i kačkavalju, učila je srpske običaje i razmenjivala saznanja i znanja u novim druženjima. Njenim zalaganjem i okupljanjem dobrih ljudi, došla na ideju da sagradi jedno grčko groblje za sve Grke stradale 1918. u vreme epidemije španske groznice.
Posle zaključenje separatnog mira saveznika sa Bugarima 1918. godine, Ugovorom o zaključenom primirju srpske jedinice nisu mogle da posednu bugarske teritorije. Pošto je saveznička Vrhovna komanda imala sedam opremljenih grčkih divizija kao rezervu, za posedovanje bugarske teritorije 1918./1919. upućena je grčka 3. divizija sa Peloponeza. Za kratko vreme je umrlo 318 oficira i vojnika. Sahranjivani su najviše pored Srpskog vojničkog groblja na Metiljavici. Kasnije je Katina Levandis prikupila kosti vojnika – tamo gde je sada Grčko vojničko groblje.
Sakupljanjem priloga od plemenitih ljudi sazidano je znamenje za večni počinak 358 grčkih vojnika. Na uzvišici Metiljavice u Pirotu, na jednom parčetu zemlje koje je kasnije poklonjeno narodu Grčke, 1932.godine podignut je spomenik od belog mermera. 
Jedna ulica u Volosu čuva uspomenu na Ekatarinu Levandis-Stanković. Povodom proslave 70 godina od proboja Solunskog fronta i 70 godina od pogibije grčkih vojnika, Ekatarina Levandis Stanković je dobila Spomen plaketu grada Atine. Za očuvanje svetilišta grčkih vojnika Ekatarina Levandis-Stanković je odlikovana Zlatnom medaljom grčkog naroda. Katina Levandis je umrla 1973. godine. O Grčkom vojničkom groblju, nakon njene smrti, brigu je preuzela porodica Surlandžis.